# Múrgola
La múrgola, murga o rabassola (Morchella esculenta) és una espècie de fong ascomicot de l'ordre dels pezizals (Pezizales). Produeix un bolet comestible i molt apreciat en gastronomia. Es caracteritza pel seu barret d'un color groc pàl·lid, els seus alvèols del mateix diàmetre en totes direccions i la seva capacitat de tornar-se ataronjat.

## Característiques
El barret mesura de 4 a 10 cm x 3 a 10 cm, és arrodonit, allargat o ovoide, més o menys adnat, format per alvèols poligonals profunds irregulars generalment isodiamètrics (del mateix diàmetre en totes direccions), negrós al principi, de color groc ataronjat brillant a groc palla clar, els alvèols secundaris són rars. Les costelles primàries són sempre més pàl·lides, més gruixudes i sempre tenen una cresta arrodonida i finament pulverulenta tacada de ferruginós amb l'edat. Es torna vermell amb l'edat o quan se'l toca[3]. El peu mesura de 3 a 5 cm x 2 a 3 cm de mitjana en els joves, de vegades és una mica eixamplat a la base, glabre, buit. La seva carn és grisa al barret, blanca al peu, la seva olor és feble, fúngica.

## Història natural
És una espècie saprosimbiont, primaveral, que arriba de març a maig, i que es troba en sòls calcaris, planes i muntanyes, amb preferència per ambients sorrencs o drenats, també en sòls argilosos, en vores o sota arbres de fulla ampla. També es troba sobre runes i antigues fogueres, en jaciments arqueològics i ruïnes on hi va haver activitat humana.

## Comestibilitat
És un comestible reconegut, excel·lent, però, com totes les múrgoles, és tòxic cru o poc cuit, s'ha de coure bé per eliminar les hemolisines termolàbils presents, preferiblement després d'assecar-lo i després rehidratar-lo.

## Galeria

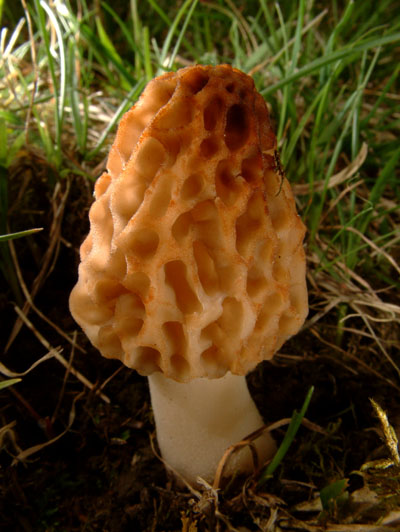
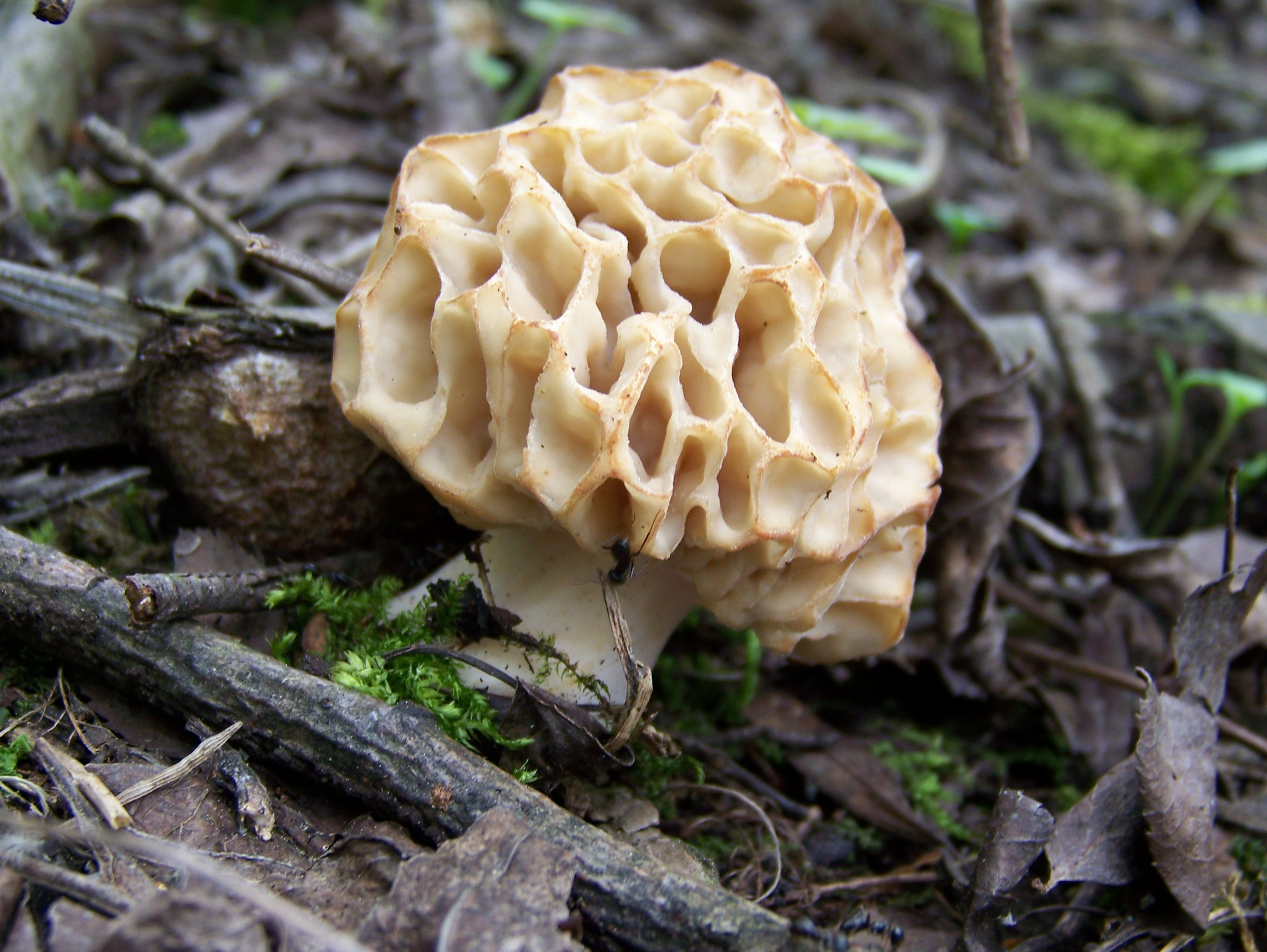
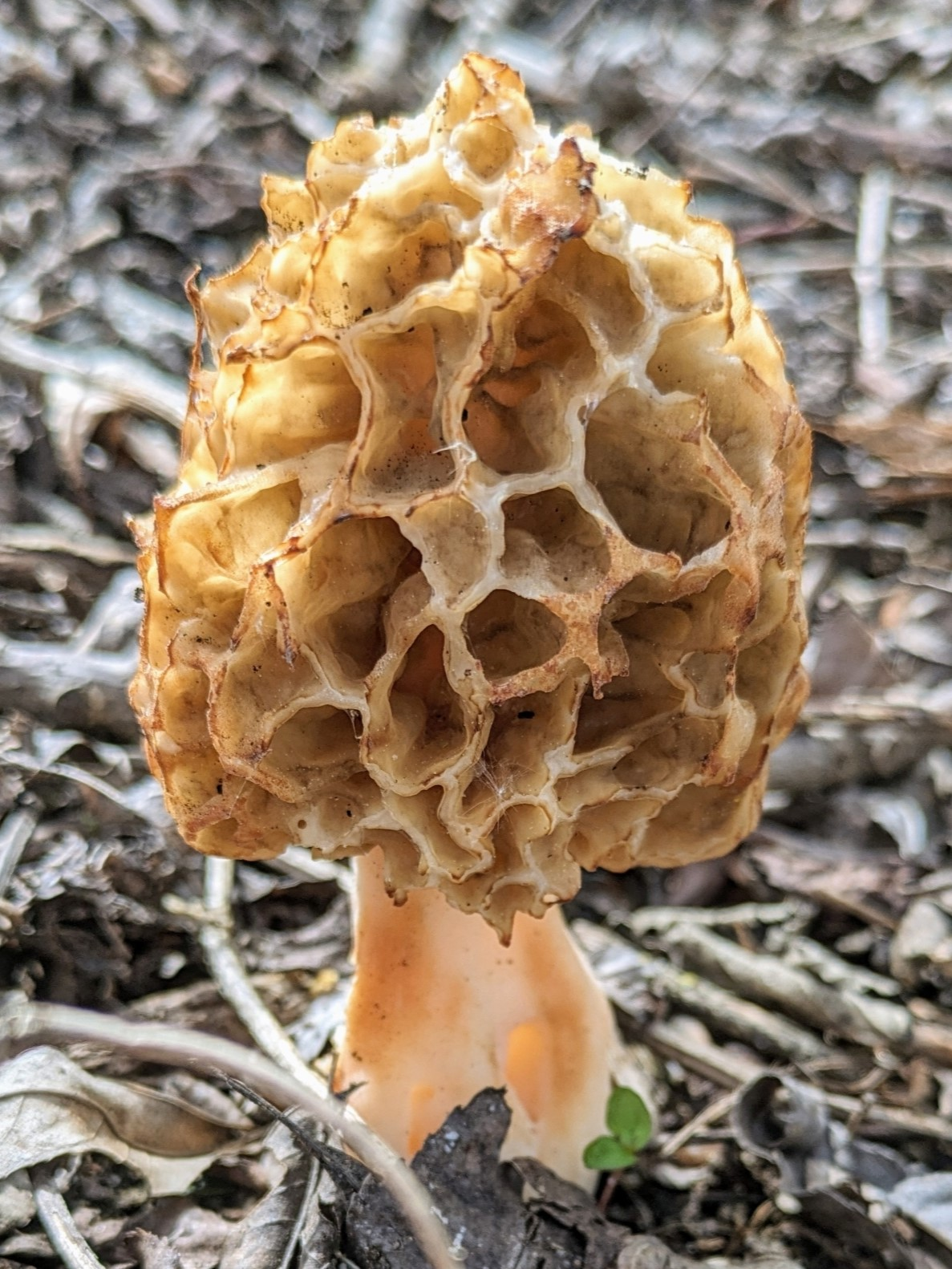
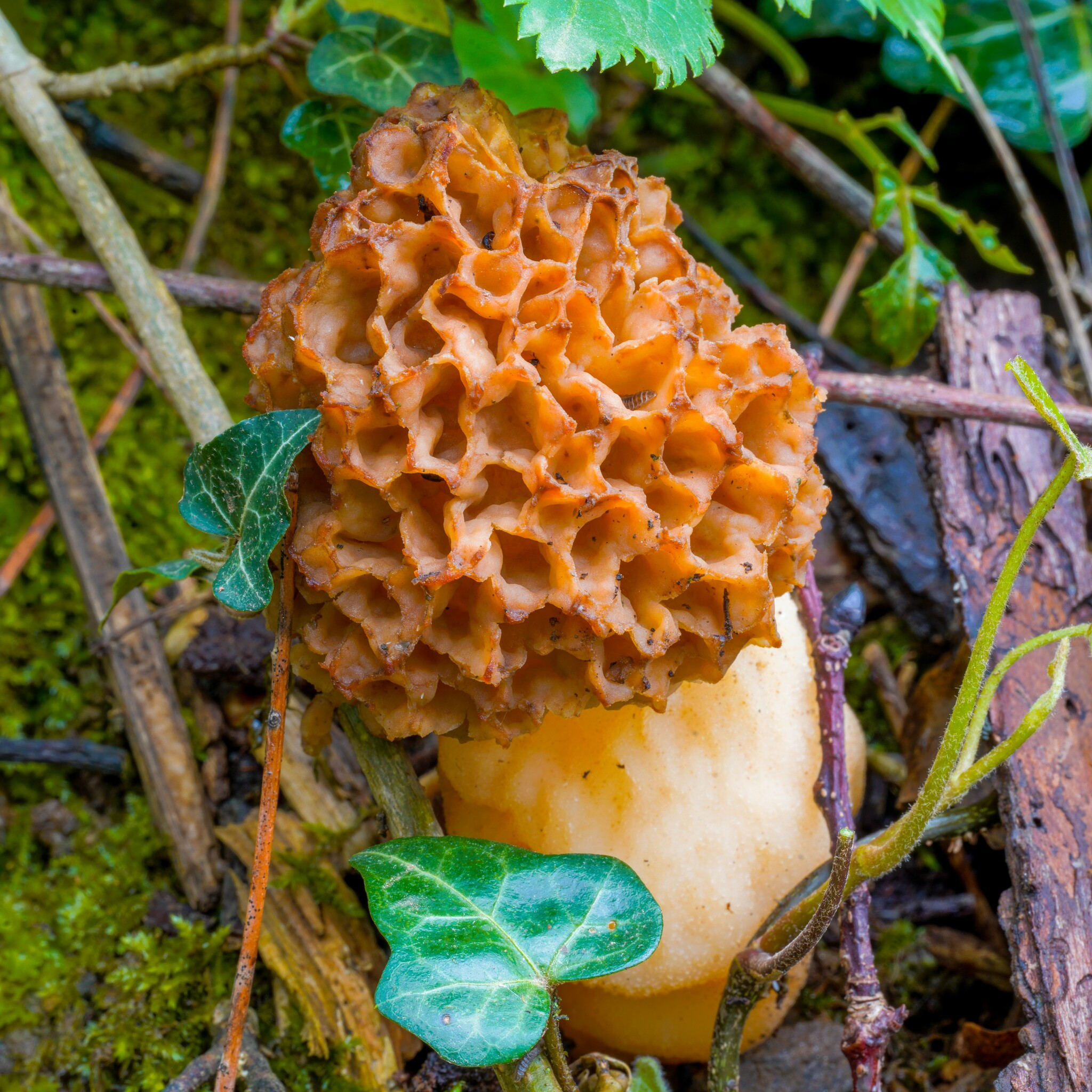
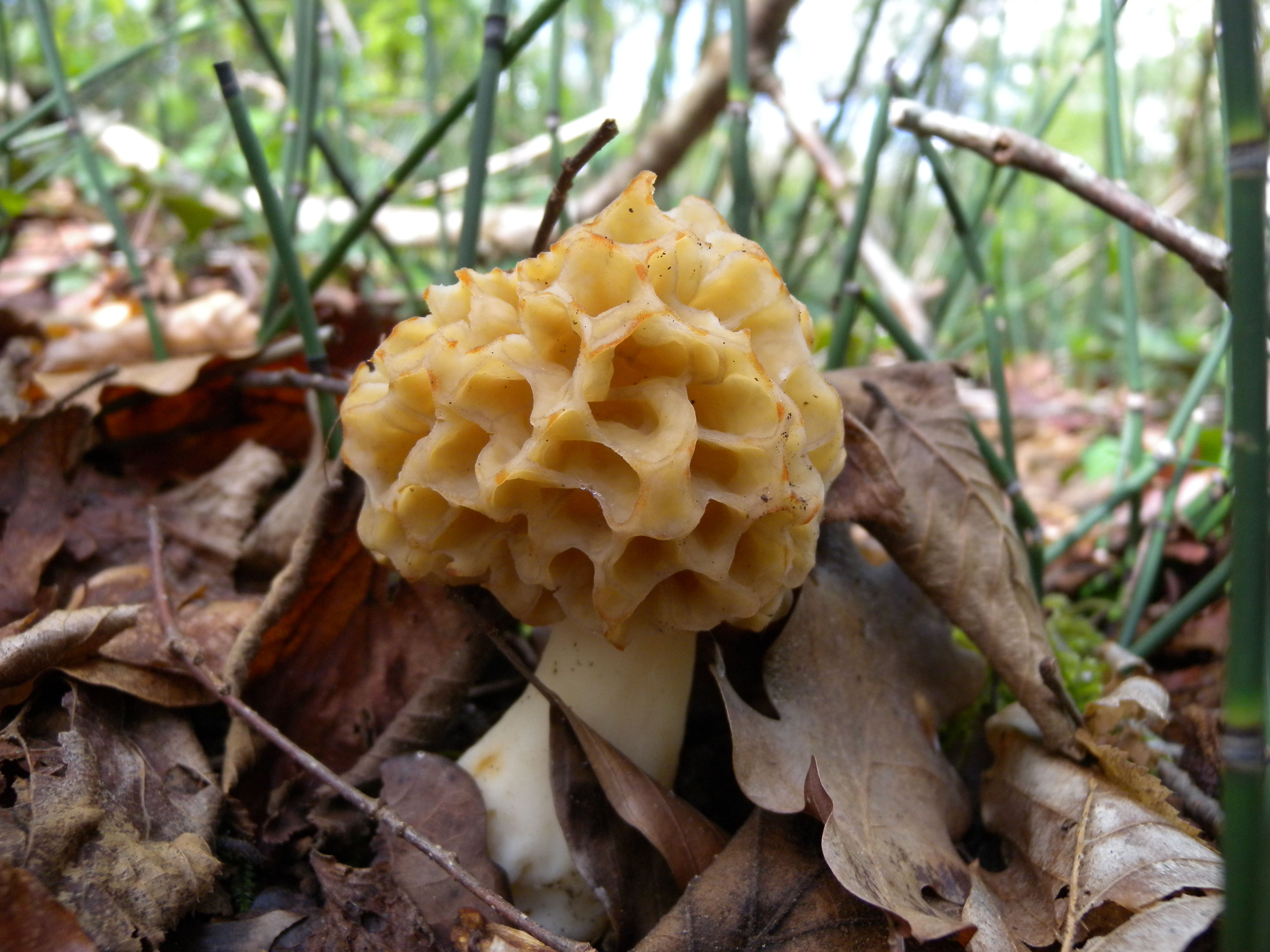
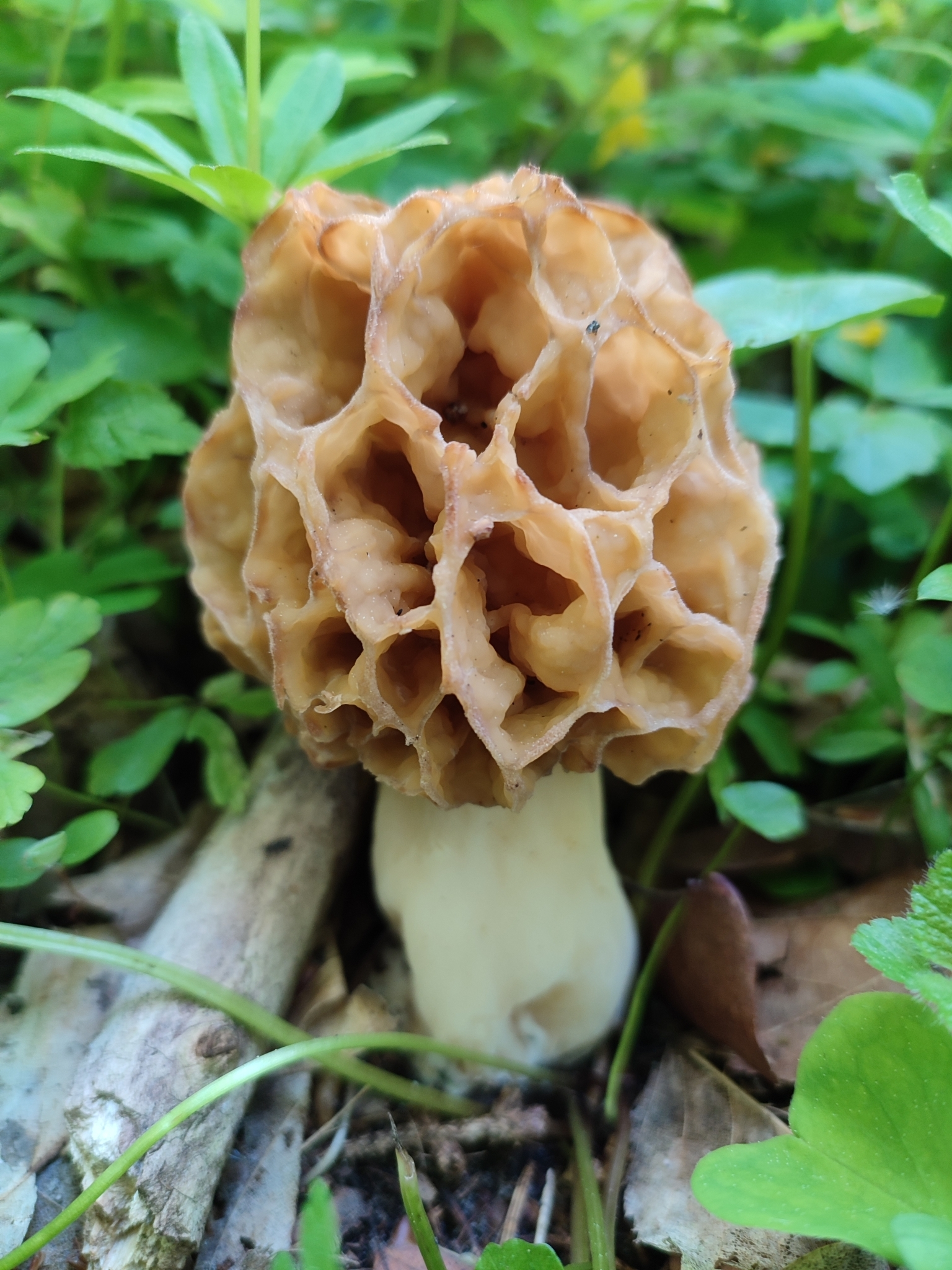
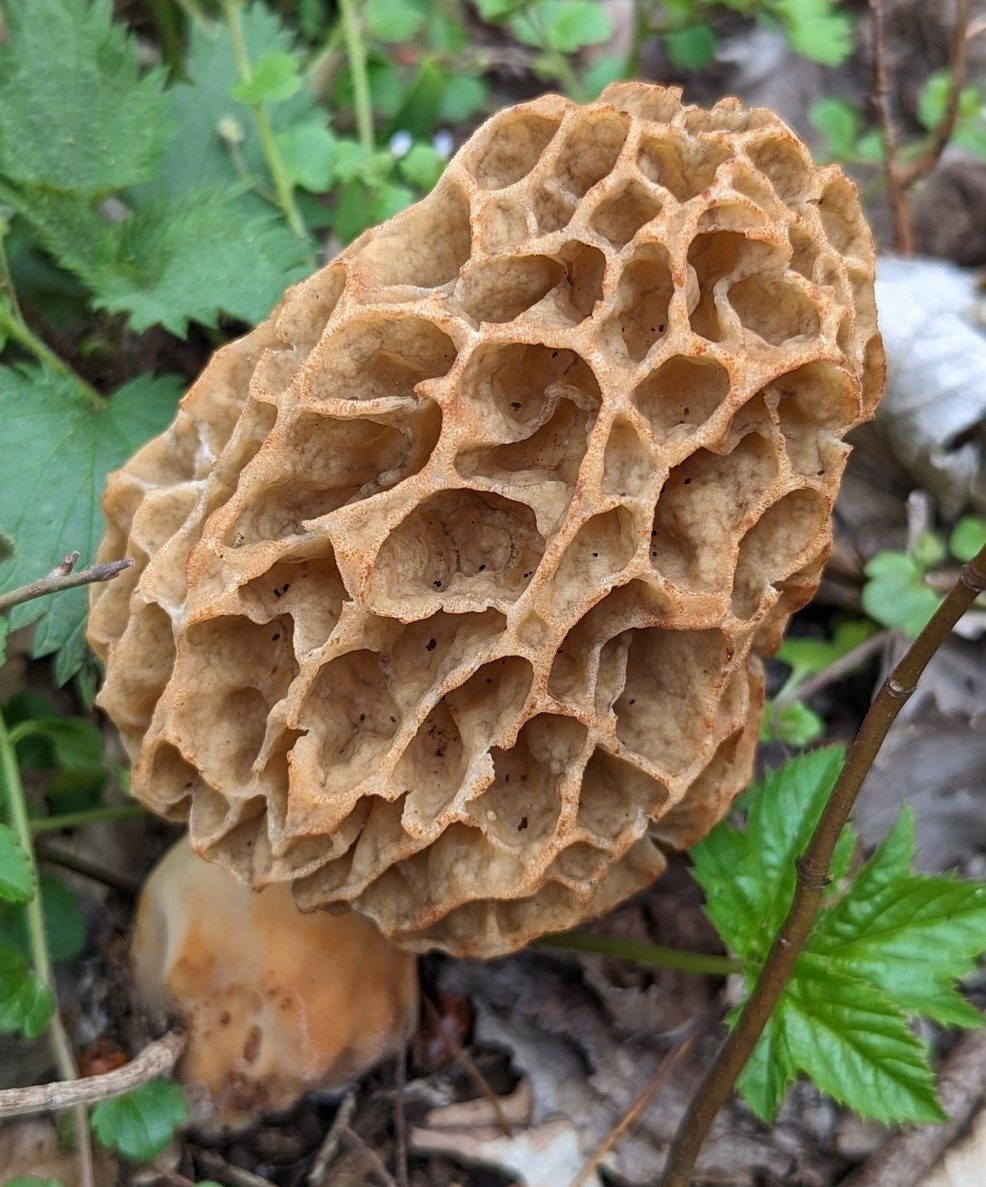